# Єллоустоунська пожежа 1988 року

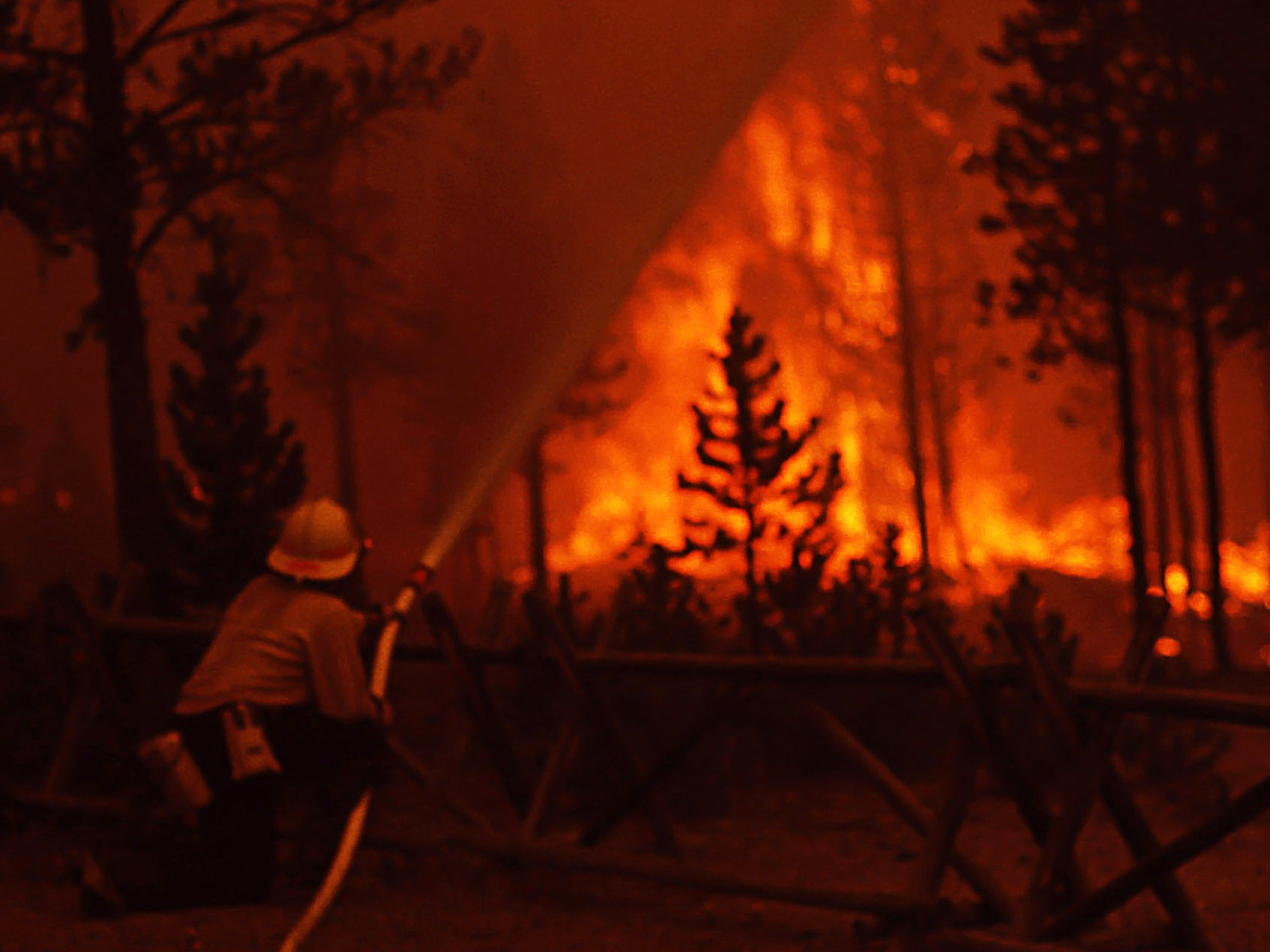
20 серпня — день, названий «чорною суботою»

Єллоустоунська пожежа 1988 року — найбільша пожежа в історії американського національного парку Єллоустоун. Розпочавшись як низка невеликих окремих пожеж, вогонь швидко вийшов з-під контролю через сильний вітер і посуху і перетворився на одну велику пожежу, яка палала протягом декількох місяців. Пожежа практично знищила в парку два основних маршрути для відвідувачів, і 8 вересня 1988 року, вперше в історії, весь парк закрили для всіх відвідувачів, які не були співробітниками рятувальних служб. Тільки прихід прохолодної і вологої погоди в кінці осені дозволив ліквідувати пожежу. Загалом 793 880 акрів (3213 км2), або 36 % площі парку, постраждали від лісових пожеж.
З пожежею боролися тисячі пожежників, з повітря їм допомагали десятки вертольотів і літаків, які подавали воду і антипірен. У піковий момент до парку спрямували понад 9000 пожежників. Через пожежу, що вирувала в екосистемі всього Великого Єллоустоуна та інших областях у західній частині США, усі рівні Служби національних парків та інших установ з управління земельними ресурсами опинилися в надзвичайній ситуації. Незабаром до пожежогасіння залучили понад 4000 військовослужбовців армії США. Зусилля з пожежогасіння обійшлися в 120 млн доларів за тодішнім курсом. Під час боротьби з пожежами в Єллоустоні жоден із пожежників не загинув, але двоє людей померли від наслідків пожежі за межами парку.